# Тиша і грім
«Тиша і грім» — третій студійний альбом українського вокального дуету «ТЕЛЬНЮК: Сестри», який було презентовано 1998 року. Запис та зведення здійснено Володимиром Лещенком за участю Джека (Євгена Бортничука) на студії «Комора» у Києві. Предмастеринг здійснив Іван Давиденко на студії «524»(Київ).

## Композиції
1. Тиша і грім (5:37)
2. Гроза (2:16)
3. Помаранчеве серце (3:42)
4. Кленовий листочок (4:19)
5. Agnus Dei (2:40)
6. Тюльпани (4:17)
7. Світська дама (4:20)
8. Ображайся на мене (3:54)
9. В дні прожиті (4:05)
10. Минає час (4:55)
11. Соняшник (5:33)
12. Фламінго (4:43)
13. Жертва (4:22)
14. Колискова (4:42)

## Музиканти

### ТЕЛЬНЮК: Сестри
- Галина Тельнюк — спів, аранжування вокалу
- Леся Тельнюк — спів, аранжування вокалу та супроводу

### Запрошені музиканти
- Андрій Батьковський — скрипка
- Олексій Батьковський — скрипка
- Джек (Євген Бортничук) — гітари, аранжування супроводу
- Олег Путятін — бас-гітара, перкусія, сопілка, аранжування супроводу
- Іван Давиденко — рояль, синтезатори, перкусія, аранжування супроводу
- Малий (Ігор Середа) — барабани
- Володимир Копоть — флюгельгорн
- Ярослав Миклухо — віолончель
- Володимир Пономарьов — альт
- Євдоким Решетько — гобой
- Сергій Табунщик — барабан

## Автори композицій
Музика — Леся Тельнюк,

Тексти — Василь Симоненко (1, 8), Станіслав Тельнюк (2, 12), Іван Драч (3), Галина Тельнюк (4, 7, 10, 11), Богдан-Ігор Антонич (5,6), Ліна Костенко (9), Василь Стус (13), Дмитро Чередниченко (14)